# Колычёв, Степан Андреевич
Степа́н Андре́евич Колычёв (около 1660 — 1735) — государственный деятель Петровской эпохи из рода Колычёвых. В качестве первого герольдмейстера Российской империи стоял у истоков русской геральдики.

## Родители
Отец — Колычёв Андрей Иванович (— 1688), стольник и чашник при царях Алексее Михайловиче и Фёдоре Алексеевиче, был воеводой на Тереке. Как значится в писцовых книгах 1679 года, двор его находился у Яузских ворот в Белом городе, в 8 саженях от церкви Петра и Павла. Мать (в браке с 1656) — Евдокия Яковлевна (ум. 1698), дочь Якова Тимофеевича Витовтова.

## Служение
Состоял в комнатных стольниках, служил в Бутырском, а с 1695 года — в Семёновском полку, по распоряжению Петра I, был командирован за границу «для обучения наук воинских дел».
Затем, вследствие раны, полученной под Нарвой, Колычёв оставляет военное поприще: в 1709 году, после Полтавской битвы, Пётр известил его собственноручным письмом о переходе на гражданскую службу и пожаловал ему почётную шпагу.
В феврале 1705 года распоряжением А. Д. Меншикова, Степан Колычёв был направлен «к делам» в Поместный приказ, воронежский комендант в 1707—1710 годах, осуществлял в Воронеже и приписных к нему городах «всякое военное управление». В 1710—1713 годах был обер-комендантом крепости Осеред (с 1715 года — Павловск). Единственный вице-губернатор петровской Азовской губернии (в 1713—1721 годах).
В 1714 году Степану Колычёву пришлось выступить и в роли пограничного комиссара, уполномоченного по разграничению земель с Турцией. Являлся главным комиссаром по размежеванию границ с Цинской империей. Также заведовал корабельными и крепостными делами.
В 1718 году подписался под приговором царевичу Алексею Петровичу.
В июле 1721 года Степана Андреевича ожидало сколь хлопотное, столь и ответственное высочайшее поручение: организовать грандиозный всероссийский смотр дворян.
В 1722 года в истории русской геральдики произошло важное событие. Указом Петра I при Сенате была образована Герольдмейстерская контора, задачей которой было составление гербов по правилам теоретической геральдики.
18 января 1722 года первым герольдмейстером был назначен Степан Андреевич Колычёв. Его помощником в составлении гербов стал итальянец граф Франциско Санти, получивший образование во Франции. В документах Герольдмейстерской конторы отмечается, что Санти «особливо был для сочинения гербов». На должность составителя гербов Санти был назначен 12 апреля 1722 года по личному указу Петра I. «Императорское величество в присутствии своем в Сенате указал… иноземца графа Францышка Салтия определить полковником и быть ему у дел в товарищах у герольдмейстера».
В 1722 году составил «Историографию, вкратце собранную из разных хроник и летописцев», которую в конце XVIII века использовали при составлении «Общего гербовника дворянских родов Всероссийской империи».
17 апреля того же 1722 года Пётр I определил Степана Колычёва «по окончании нынешняго генералного смотру дворян» — президентом Юстиц-коллегии. В 1722—1724 годах находился под следствием, которое осталось незаконченным.
28 января 1725 году скончался Пётр I, а 9 февраля Екатерина I назначила Степана Колычёва генерал-рекетмейстером при Сенате.
Переписка С. А. Колычёва с Петром I издана в Москве в 1785 году («Письма государя императора Петра В. к С. A. Колычёву, и ответы его на оные» в исправленном и дополненном виде переизданы — в «Материалах военного ученого архива Главного Штаба»).
В 1725—1727 годах опять был главным комиссаром по разграничению земель «от Кяхты в западную сторону».

## Семья

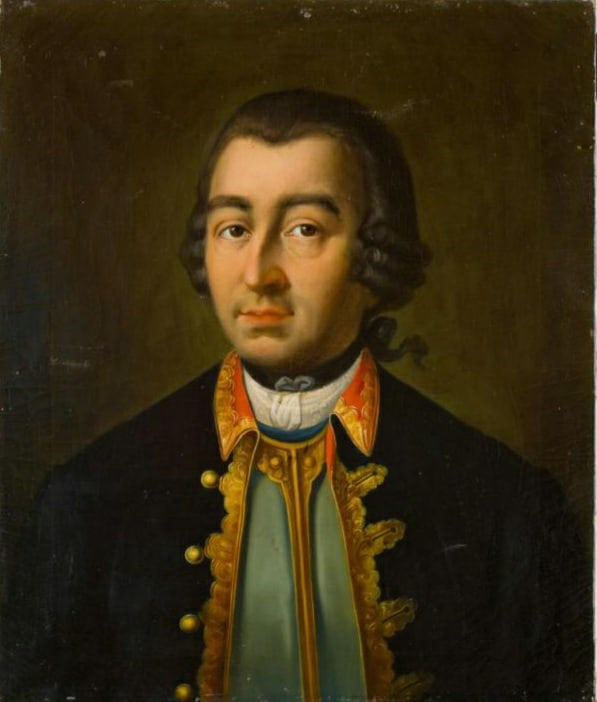
Портрет сына Петра

Первым браком женат на Евдокии Петровне Бутурлиной (ум. 1712). В этом браке родился сын:
- Пётр (1710—76), полковник, воевода в Вятке в 1763—68 гг.; женат последовательно на кнж. Е. П. Коркодиновой, на Е. В. Шереметевой и на Е. М. Милославской.

Вторым браком с 1713 года женат на Евдокии Андреевне Полевой (1680-е—1750), дочери последнего князя Бельского (из Рюриковичей) и вдове Фёдора Михайловича Полева (1682—11.01.1707), от брака с которым имела 2-х детей: дочь Марию (ок. 1704—22.03.1733; в замужестве Балк) и сына Александра (1705—1.09.1707), скончавшегося в младенчестве (с его смертью угас род Полевых). Сыновья:
- Алексей (1717—52), секунд-майор; женат на Екатерине Ивановне Ржевской (ум. 1769); у них сын Степан, вице-канцлер Российской империи
- Степан (1718—56), капитан; женат на кнж. Анне Михайловне Волконской (1713—51) и на грф. Варваре Фёдоровне Головиной; от второго брака сын Степан, гофмаршал и камергер
- Фёдор

Кроме сыновей, у Степана Колычёва были две дочери, выданные замуж за Г. М. Собакина и за князя Е. Ф. Волконского